# Campagne des V

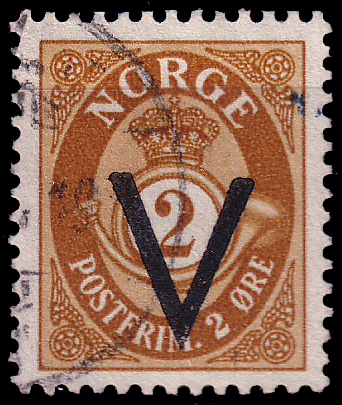
Un timbre poste norvégien durant l'occupation allemande datant d'août 1941 sur lequel on a écrit le V de la victoire

La Campagne des V est une opération de communication lancée en 1941 par l'ancien ministre belge Victor de Laveleye depuis Londres où il était réfugié.

## Histoire
Alors qu'il était speaker pour Radio Belgique, Victor de Laveleye proposa aux citoyens belges francophones et néerlandophones, le 14 janvier 1941, d'utiliser la lettre « V » comme signe de ralliement : V pour vrijheid (liberté) en néerlandais, V pour victoire en français.
Vous avez intérêt, disait-il sur radio Belgique, à savoir combien vous êtes nombreux à vouloir la délivrance. Il faut que tous les patriotes de Belgique aient un signe de ralliement, qu'ils multiplient ce signe autour d’eux, qu'en le voyant inscrit partout ils sachent qu'ils sont une multitude. Et que l'occupant, lui aussi, en voyant ce signe, toujours le même, se répéter indéfiniment, comprenne qu'il est entouré, par une foule immense de citoyens belges qui attendent impatiemment son premier fléchissement, guettent sa première défaillance.
Le succès de cette campagne dépassa les frontières de la Belgique et des  V furent graffités clandestinement dans toute l'Europe occupée par les nazis. Winston Churchill lui-même fit du « V » son emblème.
Le 6 juin 1941, le V sonore fait son apparition par analogie avec la lettre V en morse : trois brèves, une longue (titititaah) qui sera décliné, la guerre durant comme symbole de la victoire alliée sur les forces de l'axe. La Symphonie nº 5 de Beethoven, parfois appelée « le destin frappe à la porte », devint ainsi un hymne pour la libération. John Eliot Gardiner estime à cet égard qu'« aucun compositeur avant Beethoven n’aura investi avec une symphonie une telle résonance politique ».

## Descendance
Les résistants au franquisme reprirent ce principe avec la lettre « P » (pour « protestar »).
Il y eut également la campagne de T pour traître. il fallait inscrire à la craie un T sur les maisons des délateurs, traîtres qui travaillaient pour la Gestapo et les autorités allemandes.